# Денисенко Володимир Іванович
Володимир Іванович Денисе́нко (нар. 25 травня 1931, Хожув) — польський і український співак (бас-баритон).

## Біографія
Народився 25 травня 1931 року в місті Хожуві (Польща). Співу навчався приватно та в оперній студії Є. Меруновича у Вроцлаві, де і розпочав оперно-співацьку діяльність. У 1952—1960 роках — соліст Сілезької опери в Битомі, у 1960—1965 роках — Вроцлавської опери, у 1965—1985 роках — Великого театру у Варшаві. З 1985 року виступав як гастролер у багатьох країнах світу.

## Творчість
Партії:
- Борис Годунов («Борис Годунов», М. Мусогорського);
- Фігаро («Весілля Фігаро», В. Моцарта);
- Мефістофель («Фауст», Ш. Гуно) та інші.

В концертному репертуарі були українські народні пісні (виконував разом з хором Варшави «Журавлі»), власні твори на вірші українських поетів.
Брав участь у фестивалях українського мистецтва в Польщі.